# Lonsdale (marque)
Pour les articles homonymes, voir Lonsdale.
Lonsdale est une marque londonienne de vêtements et d'équipements de boxe créée en 1960.

## Histoire

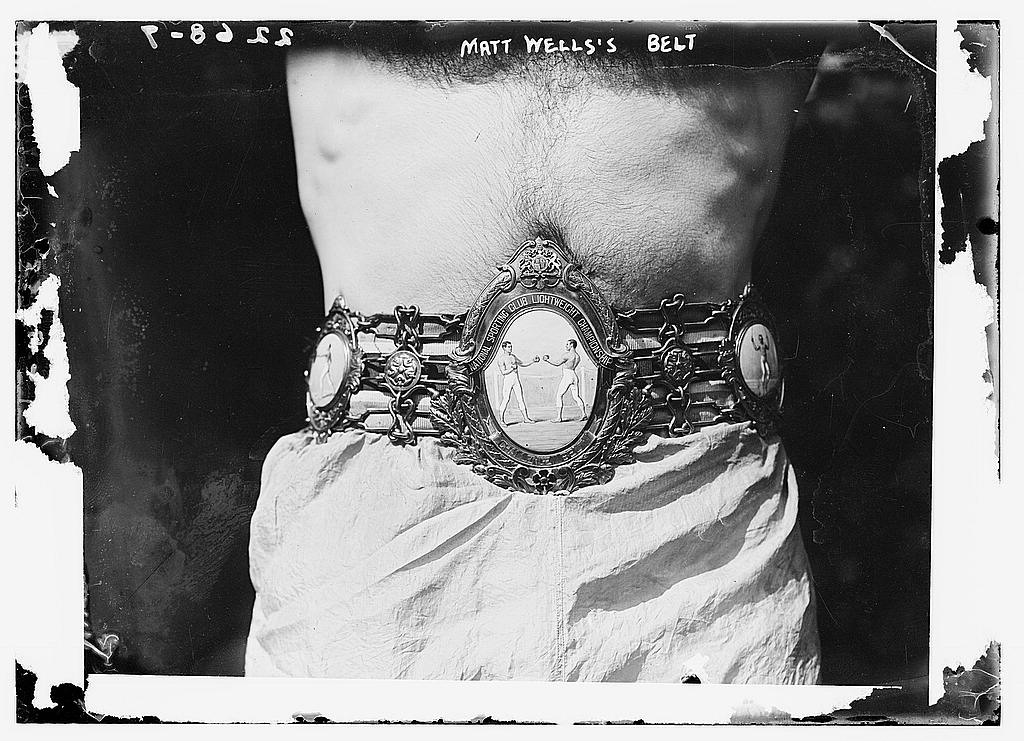
La Lonsdale belt, ici remportée en 1911 par Matt Wells, dans la catégorie poids légers.

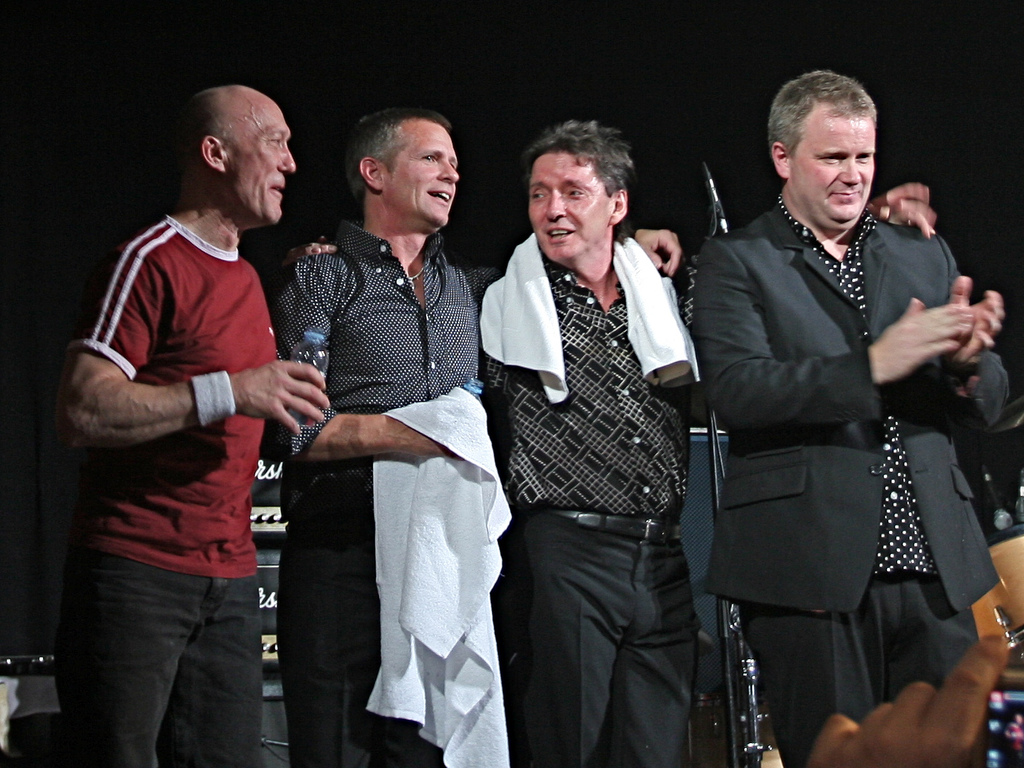
En novembre 2007, The Jam en concert à Barcelone. Sur la gauche, l'on peut apercevoir un t-shirt rouge Lonsdale.

Bernard Hart, un boxeur anglais, décide en 1960 de créer une marque de sport s'adressant au marché professionnel ainsi qu'au grand public.
Son nom est tiré de la Lonsdale belt, trophée décerné aux champions de Grande-Bretagne de boxe anglaise de chaque catégorie de poids,. Le trophée, initialement en porcelaine et or 24 carats, orné de rouge, de blanc et de bleu a été créé par Hugh Lowther, cinquième comte de Lonsdale, grand sportif, qui avait organisé en 1891 le premier match de boxe où sont portés des gants. Pour utiliser ce nom, Bernard Hart demande la permission au septième comte, James Lowther.
En 1963, la marque accède à la notoriété en sponsorisant Mohamed Ali puis Mike Tyson dans les années 1980. Elle est dès lors portée par des amateurs de boxe, d'abord en Angleterre, avant de s'étendre à l'international.
Si Lonsdale multiplie les sponsorings de boxeurs, la marque s'intéresse également à la musique pour accroître sa notoriété et toucher un plus large public. Paul Weller, chanteur du groupe mod beat The Jam, porte ainsi un t-shirt Lonsdale lors d'une tournée du groupe.
Filiale de Sports Direct depuis 2002, Lonsdale est le concurrent direct d'Everlast, racheté par le même groupe en 2007. Le groupe réoriente la stratégie marketing de la marque pour la repositionner comme marque low cost.
Le 25 mars 2010, Lonsdale fête son cinquantième anniversaire au Liberty Boxing Gym à Nottingham, au Royaume-Uni.

## Public de la marque
La marque connaît en fonction des époques différents publics :
- le milieu de la boxe et des sports de combat ;
- la mouvance skinhead[8],[9] ;
- la mouvance gabber[10],[11],[12] ;
- les milieux d'extrême droite[13], image que la marque cherche d'ailleurs à combattre[14] ;
- les amateurs de vêtements de sport en général[15].

### Dans la boxe
La marque Lonsdale tire ses racines dans la boxe anglaise et a été portée par les boxeurs suivants :
- Mohamed Ali[Réf. boxe 1],[Réf. boxe 2]
- Carl Froch[Réf. boxe 3],[Réf. boxe 4]
- David Price[Réf. boxe 4]
- Lennox Lewis[Réf. boxe 5]
- Joe Calzaghe[Réf. boxe 6],[Réf. boxe 4]
- Henry Cooper[Réf. boxe 7],[Réf. boxe 2]
- James DeGale[Réf. boxe 8]
- Audley Harrison[Réf. boxe 9]
- Jonathan Oakey[Réf. boxe 2]
- Ricky Hatton[Réf. boxe 10]
- Tony Jeffries[Réf. boxe 11],[Réf. boxe 4]
- Brian London[Réf. boxe 2].
- Ryan Rhodes[Réf. boxe 12]
- Sugar Ray Robinson[Réf. boxe 2]
- Darren Barker[Réf. boxe 4]
- Nathan Cleverly[Réf. boxe 4]
- Cathy Brown[Réf. boxe 4]

De même, Lonsdale sponsorise également l'ancien boxeur et pratiquant de MMA Tom Watson.

### Extrême droite
Les vêtements de la marque Lonsdale sont portés par certains skinheads, dont des skinheads néonazis. Cette appropriation n'est pas appréciée par la marque. Dans une interview donnée en 2001 au Daily Telegraph, un porte-parole de la marque reconnaît que « dans une foule de skinheads, on peut voir le gros logo Lonsdale sur certains t-shirts », regrettant que parmi l'ensemble des marques portées par cette mouvance, « la nôtre ressorte du lot ».
Le nom Lonsdale comporte en son sein les quatre lettres NSDA, allusion au National Sozialistische Deutsche Arbeiter Partei (Parti national-socialiste des travailleurs allemands), :
LONSDALE

Nationalsozialistische Deutsche Arbeiterpartei
En 2003, Lonsdale lance une campagne publicitaire dénommée « Lonsdale Loves All Colours » pour contrer cette image. Nonobstant ces efforts, l'image perdure. Ainsi, en 2006, le distributeur allemand de ventes par correspondance Quelle (de) envisage la suppression de la marque de ses catalogues tandis qu'en 2009, elle se retrouve interdite dans un collège des Ardennes françaises. Fin juillet 2011, un supporter de l'AS Saint-Étienne est interpellé car il porte un blouson Lonsdale aux abords d'un stade de football.
LONSDAPE

Nationalsozialistische Deutsche Arbeiterpartei

### Sous-culture gabber
La sous-culture gabber est composée de jeunes auditeurs de hardcore, genre de musiques électroniques au tempo très rapide, principalement du gabber, néerlandais et européens des pays limitrophes comme la Belgique ou l'Allemagne.
Apparue dans les années 1990, elle connaît une résurgence au milieu des années 2000. Cette « seconde vague » de la culture gabber substitue aux survêtement de toutes marques de sport et aux baskets Nike Air Max une façon de s'habiller inspirée des skins : rangers Dr. Martens, sweat-shirts Lonsdale, Pit Bull, Hooligan Streetwear, Fred Perry ou Ben Sherman.
Une minorité de cette sous-culture reprend les idées de l'extrême droite. Lonsdale devient la marque emblématique pour désigner soit toute la sous-culture, soit cette partie extrémiste cette sous-culture, sous le nom de « Lonsdale youth » ou « Lonsdalers ».
En 2004, une étude conduite par la police d'Eindhoven recense deux centaines de jeunes de la « Lonsdale youth » qui détruisent des biens, publics ou privés, et font preuve de violence envers les allochtones. L'assassinat de Theo van Gogh conduit à l'explosion de cette tendance.

## Stratégie du groupe
Lonsdale produit directement des vêtements de boxe ainsi que des vêtements de sport bon marché, principalement commercialisés dans les magasins du groupe de la maison mère Sports Direct. Le groupe a également octroyé une licence d'exploitation en Australie, ciblant un marché supérieur.
Par le passé, d'autres licences avaient été octroyées, notamment à la société Leofilis, en procès avec la marque dans les années 2000 et 2010.

## L'affaire des licences
Lonsdale fait l'objet de poursuites juridiques pour la nébuleuse des contrats de licences,,.
Au fil des ans, la marque a accordé à plusieurs entreprises des licences donnant le droit de fabriquer et commercialiser des produits Lonsdale, sous la forme de contrats tantôt constatés par un écrit, tantôt négociés oralement. Certains preneurs de licences octroient de même des « sous-licences » à d'autres entreprises. Les vêtements Lonsdale à travers le globe étaient donc de qualités, de prix, et de positionnement marketing légèrement différents,.
Cette certaine homogénéité est remise en cause lorsque le groupe Sports World, aujourd'hui Sportsdirect, rachète la marque et décide de créer des vêtements de qualité moindre, et de prix beaucoup plus abordables, pour les commercialiser dans ses propres magasins. Ainsi, un e-mail versé dans les pièces du procès note que les prix constatés dans les magasins Disport, chaîne belge également rachetée par le groupe Sportsdirect, sont la moitié de celui des autres détaillants
La controverse porte le non-respect du contrat dans sa globalité, sur les clauses d'exclusivités et sur la question des sous-licences, ainsi que sur la concurrence déloyale par Sportsdirect,.
L'affaire est portée devant les tribunaux britanniques. La Haute Cour de Justice rend un arrêt le 3 août 2007 ; la Cour d'appel d'Angleterre et du pays de Galles se prononce en appel le 1er juillet 2008. Un dernier appel sur une question incidente est rejeté par cette dernière Cour le 26 octobre 2012.

## Lonsdale dans les œuvres de fiction
Dans son titre Smile, septième piste de l'album Want Some, Ed Sheeran chante “What ever happened to the youth and culture? Wear chains and the same fecking Lonsdale jumper. So you don’t care.”, associant la marque Lonsdale à une certaine culture jeune.
L'image de l'extrême droite alors que la marque tente de développer une image positive est évoquée par Prinz Pi sur Schläferstündchen, huitième piste de l'album Neopunk, contenant l'expression « werd missverstanden wie Lonsdale »,.